# 26 mai 2019
Le dimanche 26 mai est le 146e jour de l'année 2019.

## Décès
- Harry Hood, joueur puis entraîneur de football britannique[1].
- Bart Starr, Joueur de foot U.S. puis entraîneur américain[2].
- Prem Tinsulanonda , Militaire et homme politique thaïlandais[3].
- Abdellatif Zein, Homme politique libanais[4].

## Événements
- Élections législatives, régionales et communautaires en Belgique.
- Élections municipales et dans les communautés autonomes en Espagne .
- Élections régionales au Piémont (Italie).
- Élections municipales en Italie.
- Élections régionales à Brême (Allemagne).
- Élection présidentielle (2e tour) en Lituanie, Gitanas Nausėda est élu .
- Référendum en Roumanie .
- En Syrie, les forces loyales au régime de Bachar al-Assad prennent définitivement la ville de Kafr Nabouda (en) au Hayat Tahrir al-Cham.